# Закон накопления и распределения повторений
Закон накопления и распределения повторений (Закон Йоста) — один из законов памяти, открытых в рамках классической психологии сознания. Согласно закону, при фиксированном количестве повторений распределённые во времени повторения оказываются более эффективными, чем одновременные.

## История открытия
Закон был открыт Германом Эббингаузом, но окончательно сформулирован только Адольфом Йостом, вследствие чего и получил своё альтернативное название. В литературе можно встретить упоминания не о «Законе Йоста», а о «Законах Йоста», так как, помимо закона накопления и распределения повторений, А. Йост вынес из своих экспериментов ряд суждений о специфике запоминания при разных вариантах повторения, в частности вывод о том, что при наличии двух ассоциаций, равных по силе, но различных по возрасту, более старая ассоциация будет являться более ценной при повторении и будет забываться медленнее, чем новая. Некоторые такие выводы могут рассматриваться как альтернативная формулировка закона накопления и распределения повторений. Полученные Йостом результаты во многом являлись подтверждением результатов исследований Г. Эббингауза, описанных в его монографии «О памяти».
Г. Эббингауз был первым психологом, решившим заняться экспериментальными исследованиями памяти. Полученные им результаты стали основой для множества последующих исследований в этой же сфере, но также не раз вызывали многочисленные споры и критику: например, Георг Э. Мюллер и Фридрих Шуман указывали на влияние усталости испытуемого на результаты. Йост, являвшийся учеником Мюллера, в своих работах попытался избежать подобных трудностей и увеличить точность метода бессмысленных слогов, изначально использовавшегося Эббингаузом.

## Эксперимент
В одном из экспериментов Йоста испытуемые заучивали 12 слогов в различных условиях повторения: по 8 повторов в день в течение 3 дней, по 4 повтора в день в течение 6 дней и по 2 повтора в день в течение 12 дней. Йост хотел сравнить варианты распределения повторений во времени по итоговым результатам воспроизведения запоминаемых результатов. Эффективность запоминания измерялась через количество правильных ответов при проверке памяти и время задержки при ответе.
Согласно результатам, во втором варианте распределения повторений (6 дней по 4 повтора) количество правильных ответов было больше, а время задержки при ответе — меньше, чем в первом варианте распределения повторений (3 дня по 8 повторов). Аналогично третий вариант распределения повторений (12 дней по 2 повтора) оказался эффективнее предыдущих двух.
Так был сформулирован закон, по которому повторять материал с бо́льшими интервалами в течение более продолжительного времени эффективнее множества повторений подряд. Это также связывается с тем, что распределённое повторение актуализирует более старые ассоциации, а концентрированное — более новые, что устанавливает соотношение с другими законами Йоста.